# Гогстеде
Гогстеде (нім. Hoogstede) — громада в Німеччині, розташована в землі Нижня Саксонія. Входить до складу району Графство Бентгайм. Складова частина об'єднання громад Емліхгайм.
Площа — 49,77 км2. Населення становить 2907 ос. (станом на 31 грудня 2021).

## Галерея

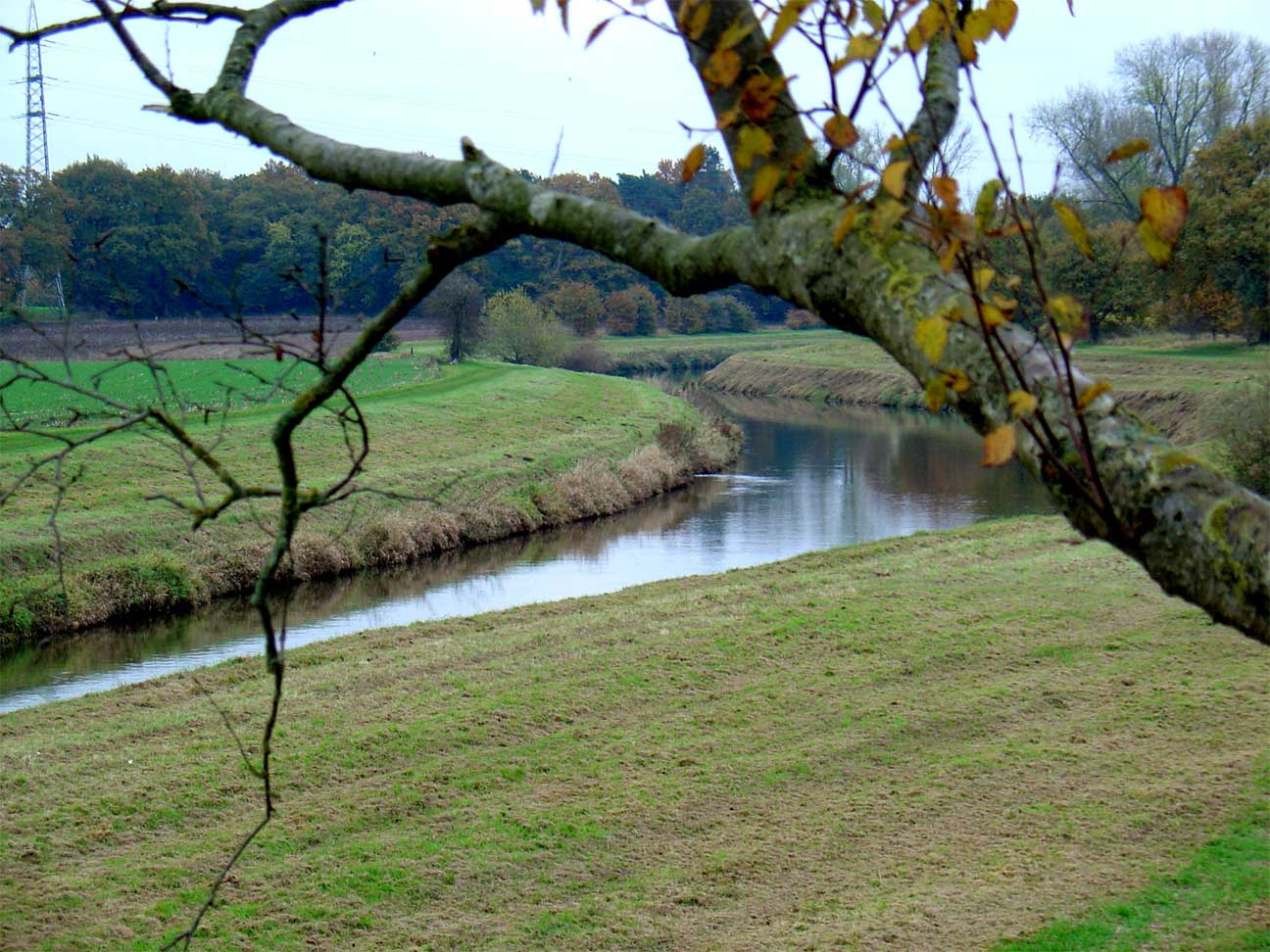